# Daniel Krejčí
Daniel Krejčí (ur. 27 kwietnia 1992 w Pradze) – czeski hokeista.

## Kariera
- Slavia Praga U18 (2006–2010)
- Slavia Praga U20 (2008–2012)
  -  HC Rebel Havlíčkův Brod (2011)
  -  HC Most (2011-2012)
- Slavia Praga (2011-2012, 2014-2015)
  -  Medvědi Beroun 1933 (2012-2013)
  -  HC Oceláři Trzyniec (2013-2014)
  -  HC Kladno (2014/2015)
  -  HC Stadion Litoměřice (2014/2015)
- HKm Zvolen (2015-2017)
  -  HC Benátky nad Jizerou (2016-2017)
- HC Energie Karlowe Wary (2017-2018)
- LHK Jestřábi Prostějov (2018)
- HK Dukla Trenczyn (2018-2019)
- HC Slovan Ústí nad Labem (2019)
- HC Poruba (2019-2020)
- Slavia Praga (2020-2022)
- Cracovia (2022–2023)
- HC Baník Příbram (2023-)

Wychowanek Slavii Praga. Występował w klubach czeskiej ekstraligi i słowackiej ekstraligi.  W czerwcu 2020 został zaangażowany przez Comarch Cracovię z Polskiej Hokej Lidze. Od sezonu 2023/024 w zespole HC Baník Příbram
Uczestniczył w turniejach mistrzostw świata do lat 18 edycji 2009, mistrzostw świata juniorów do lat 20 edycji 2012.

## Sukcesy
Klubowe
- Złoty medal mistrzostw Czech do lat 18: 2009, 2010 ze Slavią Praga
- Awans do czeskiej ekstraligi: 2018 z HC Energie Karlowe Wary